# H1Z1
H1Z1 est un jeu vidéo de type battle royale développé par Daybreak Game Company, sorti en 2018 sur Microsoft Windows et PlayStation 4, et à venir sur Xbox One.
Le projet a initialement été développé comme un jeu de survie, sous le titre H1Z1, une allusion à une mutation du virus H1N1 transformant les hommes en zombies. Brendan Greene a alors été contacté pour conseiller le développement d'un mod battle royale du jeu nommé H1Z1: King of the Kill. En octobre 2017, les deux projets ont été séparés, H1Z1: King of the Kill perdant son sous-titre pour simplement H1Z1, et H1Z1: Just Survive devenant Just Survive (en). Le 8 mars 2018, le mode Battle Royale devient gratuit sur la plateforme Steam et la version pc est ensuite vendue et achetée par NantWorks(NantG) et renommée Z1 Battle Royale (Z1BR).